# Станція-Досатуй
Станція-Досату́й (рос. Станция-Досатуй) — село у складі Приаргунського округу Забайкальського краю, Росія.

## Історія
Село було утворено 2014 року шляхом виділення зі складу селища Досатуй.